# Südheide
Südheide is een gemeente in de Duitse deelstaat Nedersaksen. De gemeente behoort bestuurlijk tot de Landkreis Celle en is met een oppervlakte van 196,16 km² de grootste gemeente van deze Landkreis. De naam is afgeleid van de streek Südheide, het in de Aller afwaterende deel van de Lüneburger Heide. Het aantal inwoners bedroeg 11.486 per 31 december 2021.

## Geschiedenis
De gemeente Südheide ontstond op 1 januari 2015 door de samenvoeging van de gemeenten Hermannsburg en Unterlüß. Achtergrond bij het ontstaan van de nieuwe gemeente waren de geografische en (infra)structurele kenmerken van de voormalige gemeenten. Door vergrijzing, het dalen van het inwonertal en de financiële situatie in Hermannsburg en Unterlüß werden fusiebesprekingen gestart. Oorspronkelijk was het de bedoeling dat ook de gemeente Faßberg deel uit zou maken van de fusie, maar in juli 2012 werden de fusiegesprekken met het uitstappen van Faßberg beëindigd.
Tot de gemeente Südheide behoren de volgende kernen:
- Baven
- Beckedorf
- Bonstorf
- Hermannsburg (waar het gemeentehuis van de fusiegemeente staat)
- Lutterloh
- Oldendorf
- Unterlüß
- Weesen.

Tot deze kernen behoren tevens de nederzettingen Altensothrieth, Barmbostel, Hetendorf, Lünsholz, Neuensothrieth, Neu-Lutterloh, Neuschröderhof, Schafstall, Schröderhof, Siedenholz en Theerhof.

## Infrastructuur
De gemeente ligt ietwat afgelegen, ver van autosnelwegen verwijderd.
Hermannsburg ligt ongeveer 15 km ten westen van Unterlüß. Hermannsburg ligt zelf bijna 10 km ten oosten van Bergen, waar de Bundesstraße 3 doorheen loopt.
Unterlüß ligt ongeveer 8 km ten noordwesten van een kruispunt in the middle of nowhere, van waar men over de Bundesstraße 191 zuidwestwaarts naar Celle of noordoostwaarts naar Uelzen kan rijden.
Unterlüß heeft als enige plaats in de gemeente een treinstation. Station Unterlüß is een klein stoptreinstation aan de spoorlijn Lehrte - Cuxhaven.

## Economie
De aan de noordkant van Unterlüß gelegen bedrijven van Rheinmetall vormen een belangrijke steunpilaar voor de lokale economie. Er wordt o.a. munitie voor tanks geproduceerd. Aan de noordkant van Unterlüß ligt een testterrein voor dergelijke munitie van 10 x 1,2 kilometer. Sinds de Russische invasie van Oekraïne sinds 2022 in 2022 heeft Rheinmetall opdrachten voor de levering van militaire voertuigen, tanks en andere wapens gekregen van diverse West-Europese regeringen. De bedrijfsactiviteiten van Rheinmetall, maar ook de beveiligingsmaatregelen rondom dit bedrijf, zijn hierdoor drastisch toegenomen.

## Partnergemeente
Er bestaat een jumelage met de gemeente Auterive in Frankrijk. Deze is uitgegaan van de vroegere gemeente Hermannsburg.